# Joseph Sasson
Joseph Sasson Entebi (Ciudad de México, 25 de noviembre de 1991) es un actor mexicano conocido por sus telenovelas infantiles.

## Biografía
Joseph Sasson nació un 25 de noviembre de 1991 en la Ciudad de México, bajo la religión judía. Inició su carrera en 2002 participando en varios programas unitarios como Vida TV y Hoy, pero su primera gran oportunidad llega en 2003, al participar en la telenovela De pocas, pocas pulgas, donde interpretaba a Maximiliano, y al finalizar la telenovela realizó una gira con todo el elenco. 
En 2004 participa en Amy, la niña de la mochila azul, en el Papel Protagónico de Raúl Hinojosa, un niño que estaba enamorado de Amy Granados (Danna Paola). En esta telenovela, además, tiene la oportunidad de cantar, y grabar temas para los soundtracks, como el tema de «La de la mochila azul», un cover de Pedro Fernández. No ha vuelto a salir en la TV desde ese año.

## Telenovelas
- Amy, la niña de la mochila azul (2004) - Raúl Hinojosa
- De pocas, pocas pulgas (2003) - Maximiliano 'Max' Lanis Valverde